# Aix (aves)
Aix é um gênero de aves da família Anatidae, que contém duas espécies: o Pato-carolino ou Marreca-carolina(Aix sponsa) e o Pato-mandarim(Aix galericulata).

## Etimologia
A palavra Aix deriva do grego antiga e era utilizada por Aristóteles para referir-se a um pássaro de mergulho desconhecido.

## Taxonomia
As espécies pertencem à família Anatidae, que faz parte da ordem de aves aquáticas Anseriformes. Sua classificação anterior consistia no grupo dos "Patos empoleirados", um grupo Parafilético que se situava entre os gêneros Tadorna e os pertencentes à subfamília Anatinae. Portanto, não é esclarecido a qual sub-família eles pertencem: Anatinae ou Tadorninae(tadornas). A espécie-tipo é o Pato-carolino.

## Espécies existentes
| Imagem | Nome científico                 | Nome comum    | Descrição | Distribuição |
| ------ | ------------------------------- | ------------- | --- | --- |
|        | Aix sponsa Linnaeus, 1758       | Pato-carolino | O pato-carolino tem massa corporal de 500-700g. Tem entre 41 e 49cm de comprimento, e tem uma envergadura de entre 73 e 75cm . Os machos têm olhos vermelhos e plumagem iridescente. Ambos os sexos têm cabeças com crista. | Espécie norte-americana, habita a metade oriental dos Estados Unidos e do sul do Canadá ao norte do México.                    |
|        | Aix galericulata Linnaeus, 1758 | Pato-mandarim | O pato-mandarim tem entre 41 e 49cm de comprimento com entre 65 e 75cm de envergadura. Sua plumagem é ainda mais extravagante. As fêmeas são menos coloridas que os machos.                                                 | Espécie asiática ocorrendo principalmente no Japão e na China. Atualmente há uma importante população selvagem no Reino Unido. |

Foram encontrados fósseis de  Aix praeclara, uma espécie considerada extinta que viveu durante o período mioceno médio, na Mongólia.

## Distribuição
Ambas as espécies são aves migratórias que costumam sair do norte para o sul, dentro das suas faixas de habitat, durante o inverno. Costumam viver em riachos e lagoas tranquilas e arborizadas.

## Descrição
As duas espécies são consideradas muito atrativas, particularmente por serem multi-coloridas. O gênero mostra forte dimorfismo sexual (diferenças entre os sexos) , com as fêmeas sendo menores e menos coloridas.

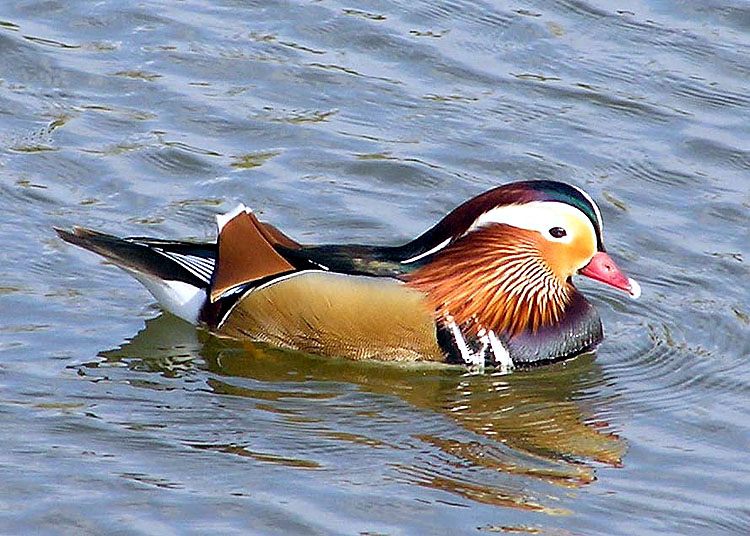
Pato-mandarim (Aix galericulata)

## Dieta
Esses patos consomem crustáceos, insetos e matéria vegetal. Os patos-mandarim são principalmente vegetarianos.

## Reprodução
Os patos-carolinos estão maduros sexualmente com cerca de um ano de idade. Eles são monogâmicos durante a temporada. O acasalamento ocorre entre fevereiro e abril, dependendo da latitude. O tamanho da ninhada está entre 6 e 15 ovos, e o período de incubação é de cerca de 30 dias. Os jovens são precoces. Eles saem do ninho com um dia de nascidos e são cuidados pela mãe por cerca de 60 dias. Os jovens têm uma taxa de mortalidade muito alta. Os adultos vivem de 3 a 4 anos.
Os patos-mandarim também são monogâmicos. Durante a época de acasalamento sua plumagem se torna bastante brilhosa. A fêmea põe entre 9 e 12 ovos e depois os incuba por cerca de 30 dias. O cuidado parental pela mãe é um pouco mais curto nesta espécie, durando cerca de 40 dias.

## Conservação
Ambas as espécies são afetadas pela perda de habitat. À medida que o desenvolvimento humano continua a se expandir, as áreas de floresta preferidas por esses patos continuam a diminuir. A partir de 2016, ambas as espécies foram avaliadas para a Lista Vermelha da IUCN(União Internacional para a Conservação da Natureza) e receberam uma classificação de "pouco preocupante".

## Galeria

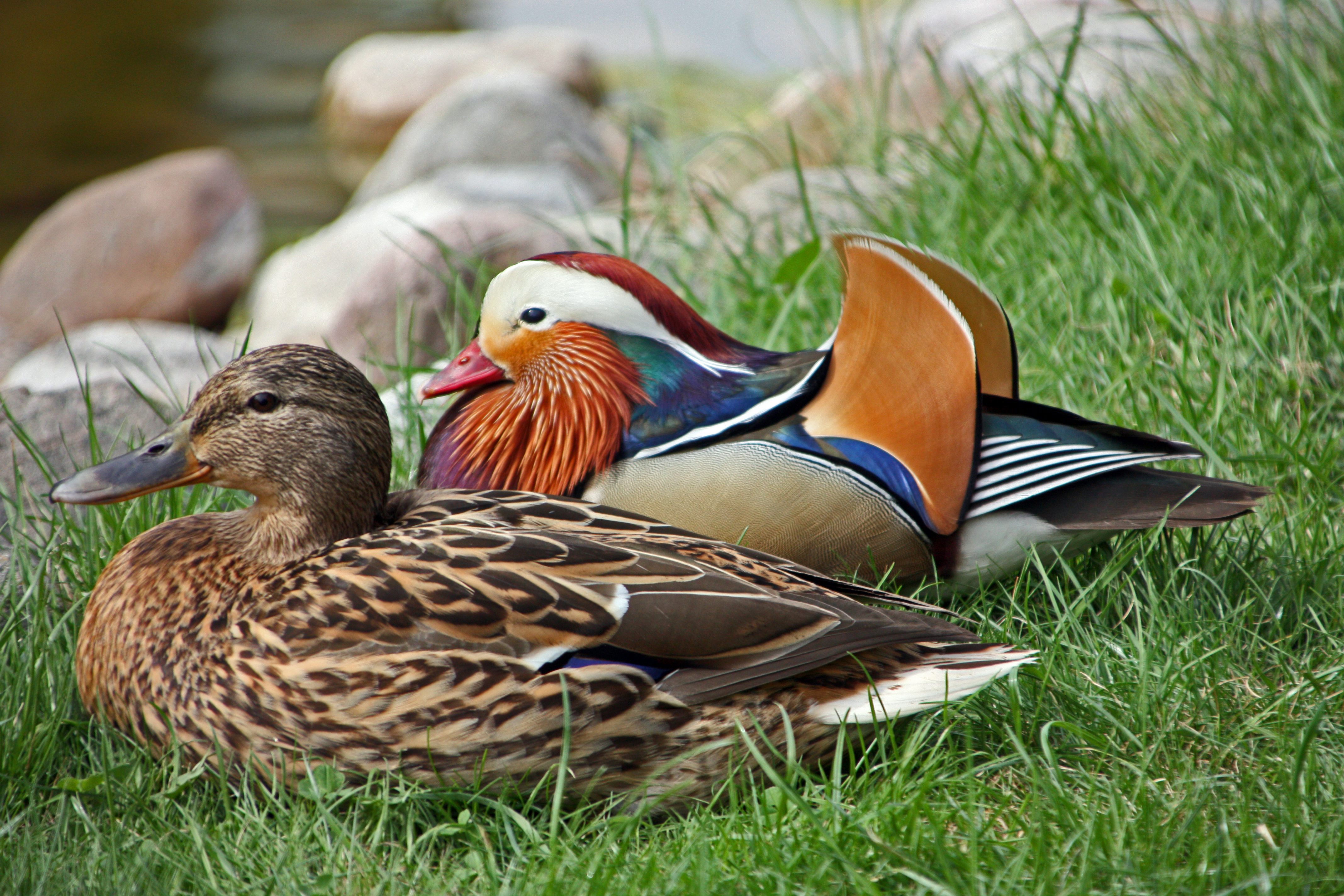
Casal de pato-mandarim
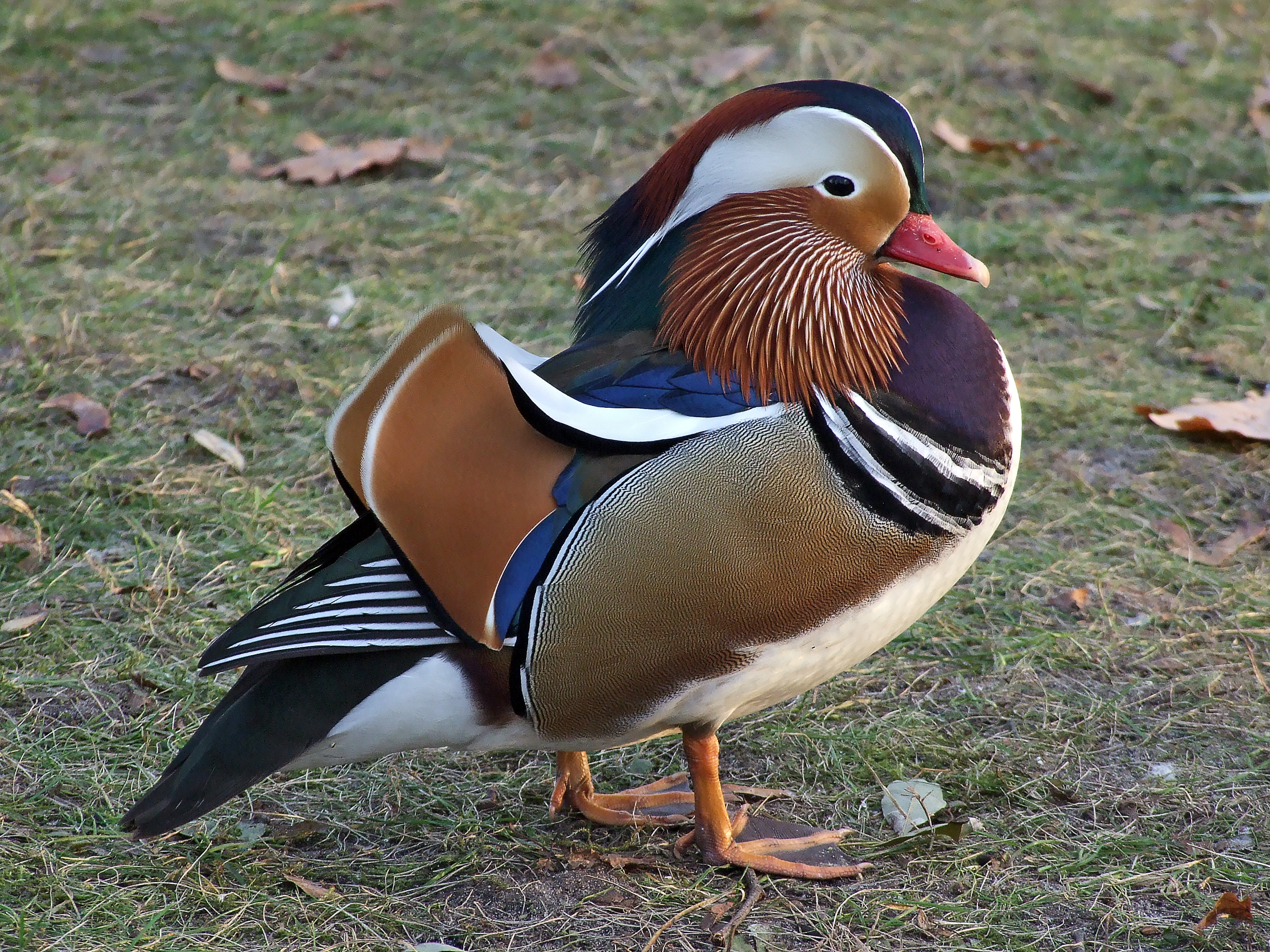
Um pato-mandarim(macho).
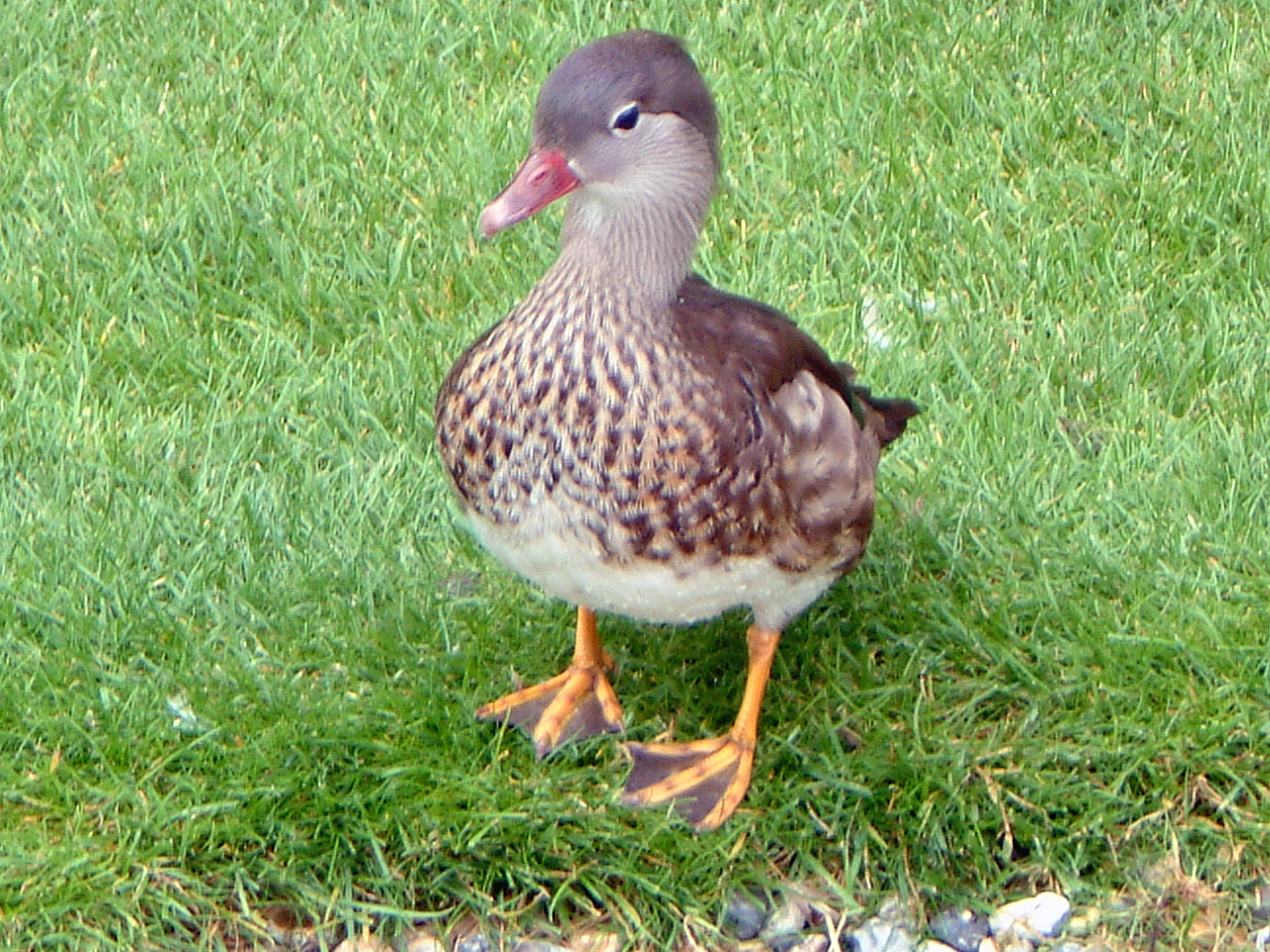
Uma fêmea de pato-mandarim.
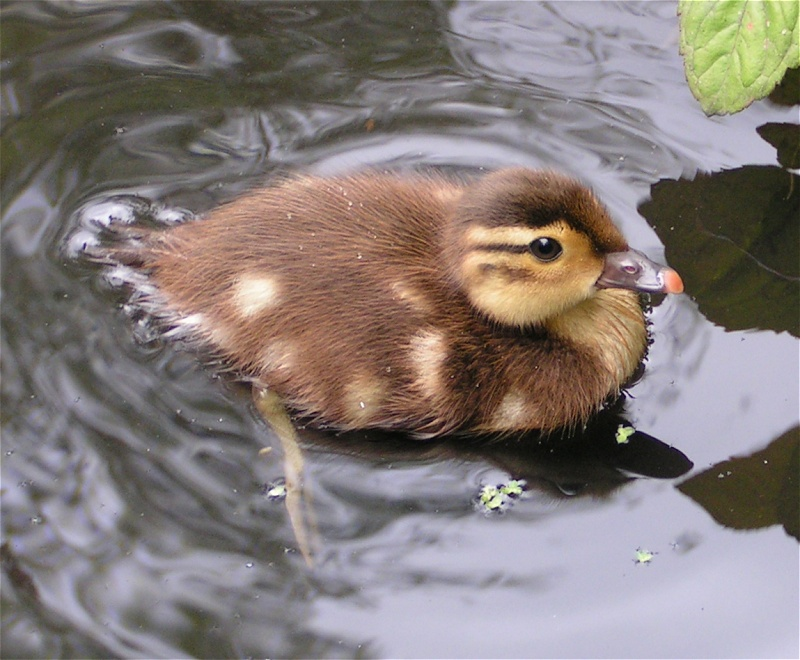
Um filhote de pato-mandarim.
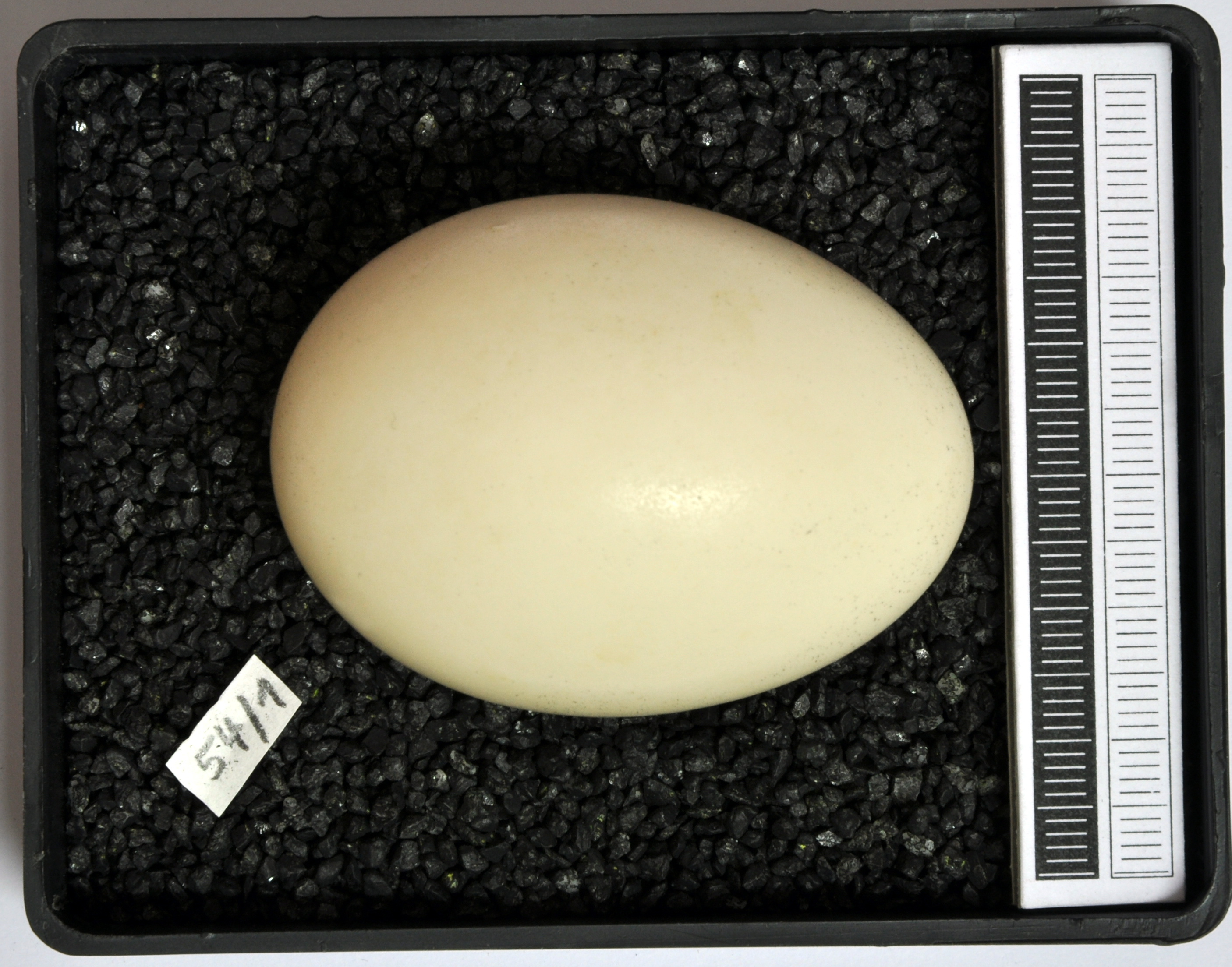
Ovo de pato-mandarim.
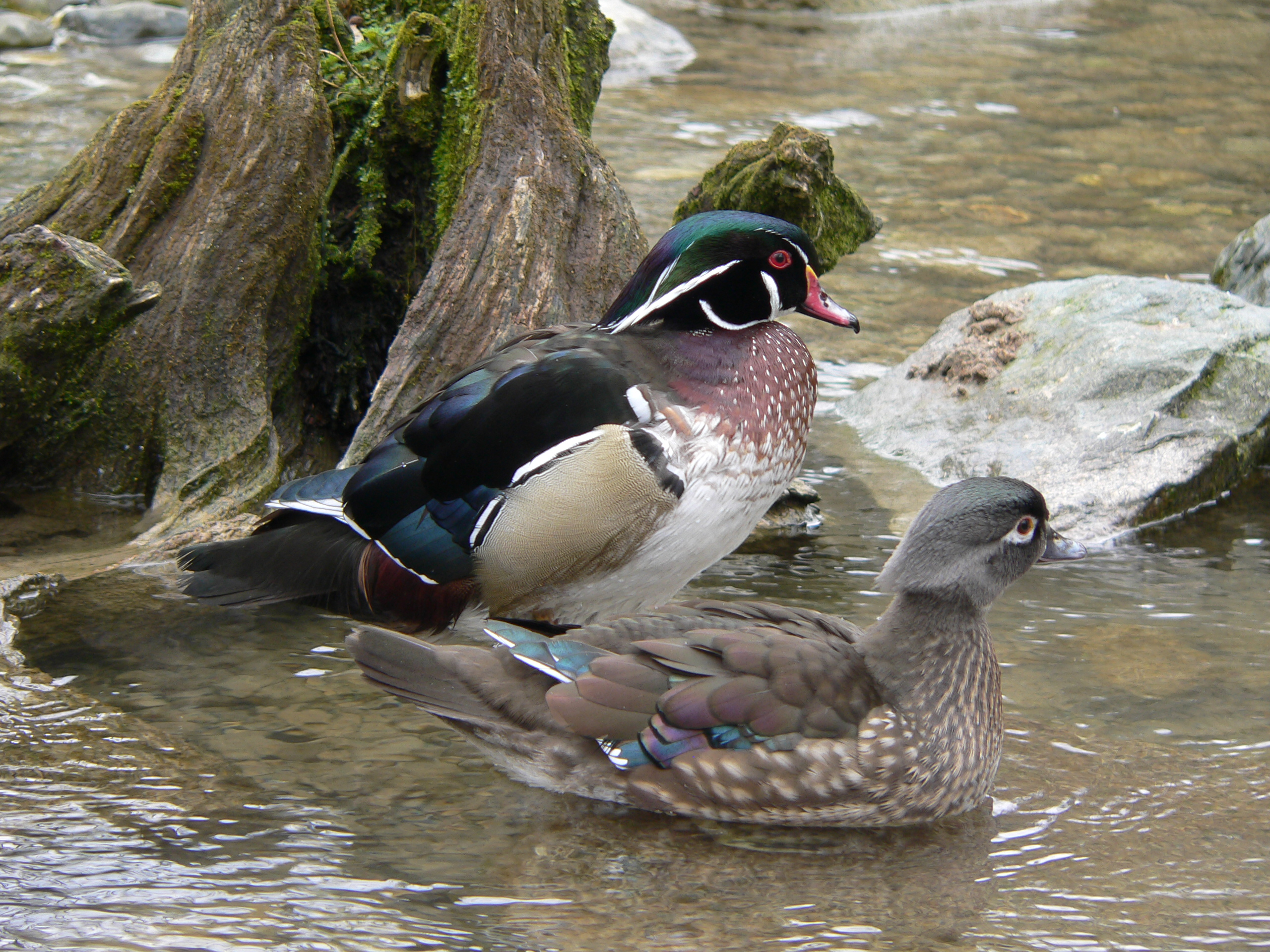
Casal de pato-carolino.
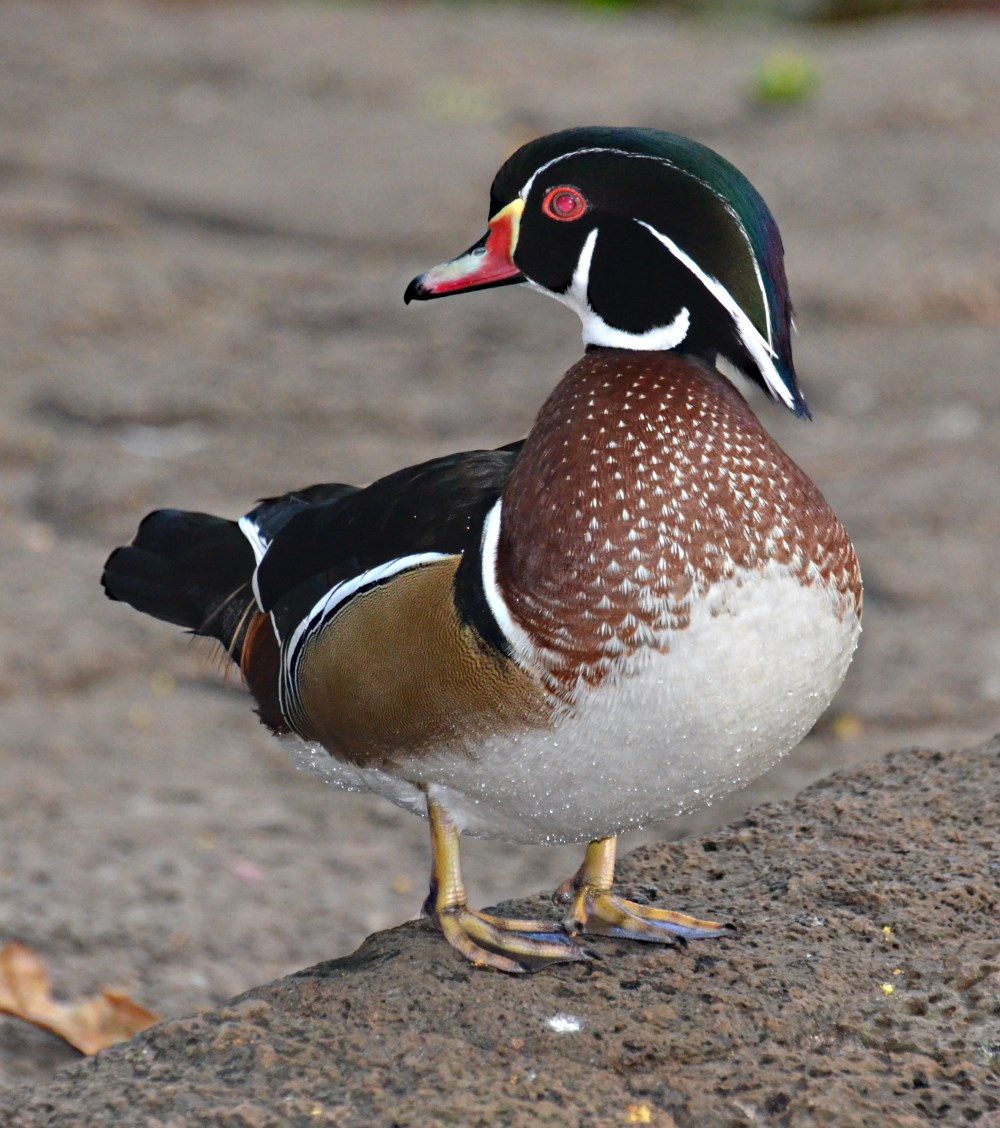
Um pato-carolino(macho).
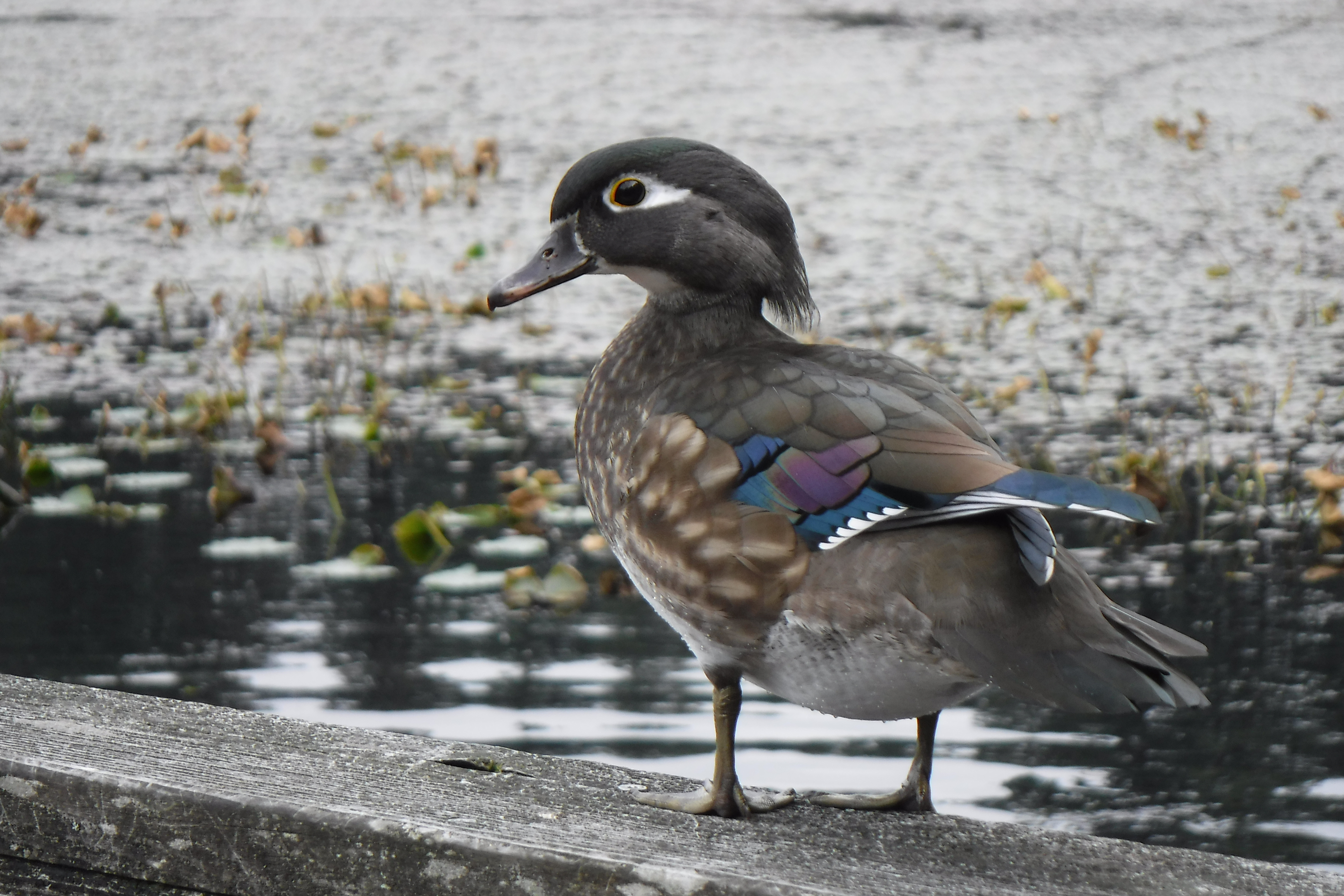
Uma fêmea de pato-carolino.
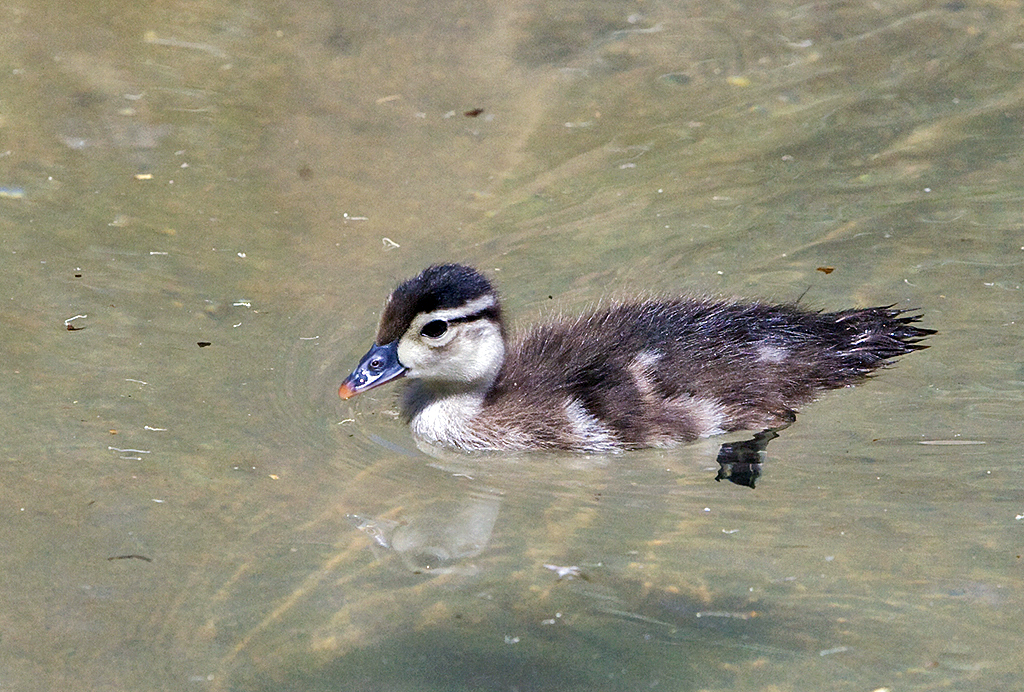
Um filhote de pato-carolino.